# Католицька церква в Замбії
Като́лицька це́рква в За́мбії — друга християнська конфесія Замбії. Складова всесвітньої Католицької церкви, яку очолює на Землі римський папа. Керується конференцією єпископів. Станом на 2004 рік у країні нараховувалося близько 3 425 000 католиків (28,22% від усього населення). Існувало 10 діоцезій, які об'єднували 265 церковних парафій.  Кількість  священиків — 637 (з них представники секулярного духовенства — 283, члени чернечих організацій — 354), постійних дияконів — 1, монахів — 596, монахинь — 1596.